# کریمیه
کریمیه (به عربی: الکریمیة) یک شهرداری در الجزایر است که در استان الشلف واقع شده‌است. کریمیه ۲۵٬۰۶۰ نفر جمعیت دارد.